# Jaroslav Sternberg
Jaroslav Sternberg (11. dubna 1900 Vídeň – 4. února 1943 Zlín) byl český šlechtic a poslední soukromý meziválečný majitel zámku Pohořelice.

## Osudy
Narodil se jako druhý syn Leopolda III. ze Sternbergu (1865–1937) a jeho manželky Franzisky Henrietty Larischové z Mönnichu (1873–1933). Jeho starší bratr Leopold IV. (1896–1957) zdědil bývalý fideikomis Častolovice a Zásmuky. Mladší bratr František Filip (1901–1969) žil v Jihoafrické republice a v roce 1957 se stal hlavou rodu. Nejmladší bratr Adam (1903–1958) vlastnil do roku 1945 zámek Stružná (Kysibl) v západních Čechách.
Jaroslav se v dětství vážně zranil, poté se z bolestivého úrazu dlouho léčil.

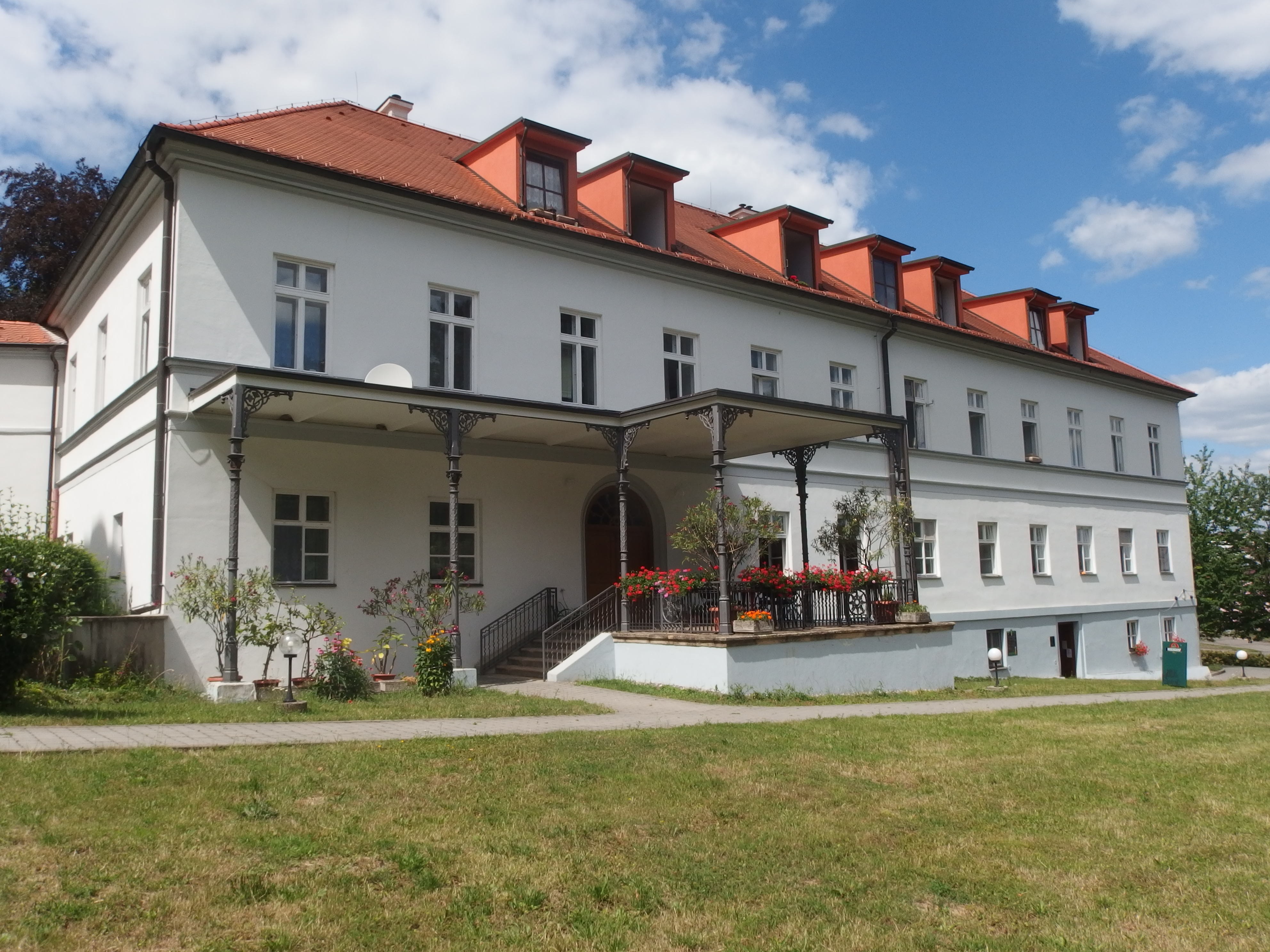
Zámek Pohořelice

Po smrti otce zdědil velkostatek Malenovice s hradem a Pohořelice se zámkem. Malenovický velkostatek měl výměru 2164 hektarů. V době nacistické okupace se odmítl přihlásit k německé národnosti, proto byla na jeho statek v roce 1942 uvalena vnucená správa. Směl však dále bydlet na zámku v Pohořelicích.
Zemřel ve věku 42 let na cirhózu jater a jaterní kóma. Pohřben byl 7. února 1943 v rodinné hrobce v Malenovicích. Na epitafu byl nápis Zde odpočívá v Pánu Jaroslav hrabě ze Šternbergu, majitel panství a velkostatku malenovického a pohořelického, vojín-důstojnický čekatel čsl. armády. Hrobní kaple byla ovšem v roce 1987 stržena a ostatky byly převezeny do šlechtické hrobky na hřbitově v blízkých Napajedlích. V 90. letech tam byly přesunuty i ostatky manželky Marie.

## Rodina
V Bystřici pod Hostýnem se 17. srpna 1939 oženil s Marií Grošovou (24. 7. 1903 (Praha-)Vinohrady –  1. 8. 1972 Karlovy Vary), dcerou právníka Jindřicha Groše a Marianny, rozené Kotrbové. Pro ni to byl už druhý sňatek, poprvé se provdala za Arnošta Pollacka. Manželství zůstalo bezdětné. Po druhé světové válce v komplikovaném dědickém řízení Marie zdědila zámek Pohořelice a čtvrtinu malenovického velkostatku (482 hektarů). Po Únoru 1948 jí byl majetek umenšován. Nakonec ji v roce 1950 komunisti připravili i o zámek v Pohořelicích.